# فورد آرژانتین
فورد آرژانتین (انگلیسی: Ford Motor Argentina) شرکت خودروسازی آرژانتینی است، که زیرمجموعه‌ای از شرکت فورد می‌باشد و هم‌اکنون مدل‌هایی چون: فورد فوکوس، فورد فیستا، فورد موندئو، فورد اس-مکس، فورد کا، فورد اکواسپورت، فورد کوگا و فورد ترانسیت را تولید می‌کند.
شرکت فورد آرژانتین در سال ۱۹۱۳ توسط هنری فورد راه‌اندازی شد. دفتر مرکزی این شرکت در شهر بوئنوس آیرس، آرژانتین قرار دارد.